# ЛСТК

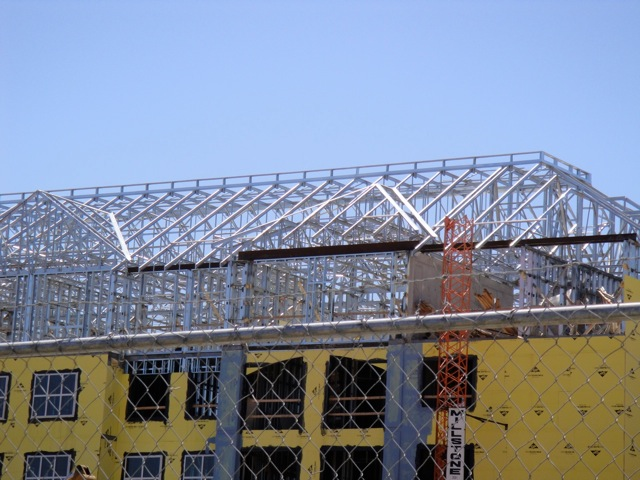
Возведение конструкций кровли из ЛСТК.

Лёгкие стальные тонкостенные конструкции (ЛСТК) — строительная конструкция из тонкой стали, применяемая для строительства быстровозводимого здания. К таким конструкциям относятся профилированные листы и тонкостенные профили из оцинкованной стали.
Несмотря на то, что профилированный лист составляет около 70 % всех выпускаемых в России лёгких стальных конструкций, в обиходе термин ЛСТК используется, прежде всего, для обозначения технологии строительства зданий с использованием оцинкованных профилей.

## История технологии

### Появление технологии ЛСТК
Данная технология была разработана в 50-х годах 20 столетия в Канаде. Основной причиной появления данной технологии явилась необходимость в возведении большого количества малоэтажных домов для среднего класса, соответствующих климатическим условиям страны. Но основным фактором для развития ЛСТК всё же явилась возможность промышленного, массового производства стальных профилей и доступность материала.
На данный момент технология так и не заняла лидирующей позиции на рынках малоэтажного частного строительства в странах, где преобладает строительство домов по каркасным технологиям (Северная Америка, Скандинавия). В этих странах большую часть рынка по прежнему занимают дома на основе каркаса из древесины.

### ЛСТК в России
Специфической проблемой для российского рынка ЛСТК являлось отсутствие норм проектирования зданий. В Европе здания такого типа регламентируются нормами DIN и Еврокодами.

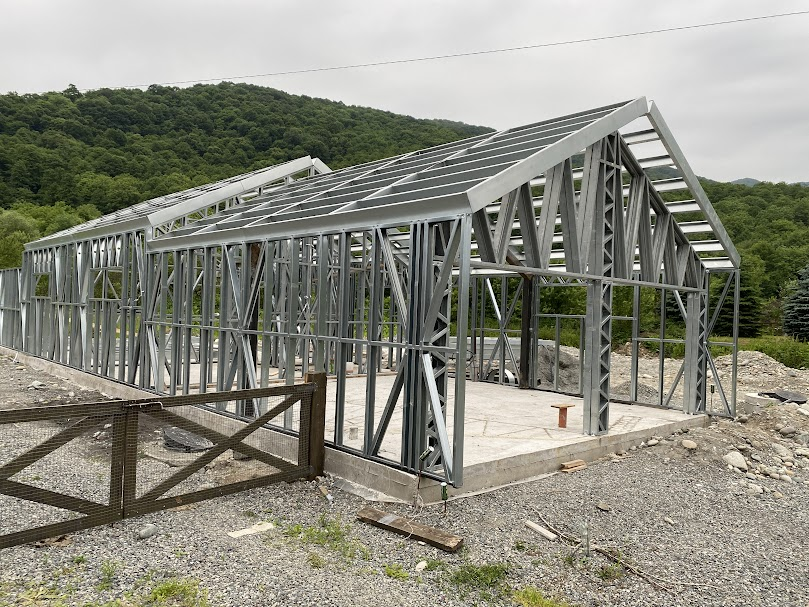
Строительство по технологии ЛСТК во Владикавказе

Строительство ЛСТК в России появилось в 1990 году. В настоящее время происходит рост использования этой технологии в строительстве. В России для проектирования тонкостенных конструкций существует СП 260.1325800.2016 «Конструкции стальные тонкостенные из холодногнутых оцинкованных профилей и гофрированных листов». Новый СП полностью соответствует Еврокоду 3. В 1999 в СТО ЦНИИПСК им. Мельникова были выпущены рекомендации по проектированию отдельных элементов ЛСТК, однако этот документ не получил распространения. С 2023 года количество строительства домов и зданий из ЛСТК постепенно увеличивается, в основном строительство ЛСТК растёт на юге России, в связи с большим наплывом туристов на гористые регионы Кавказа. Во Владикавказе и курортных районах Северной Осетии строят из ЛСТК как частные дома, помещения и модульные домики для таких районов как  Фиагдон, Цей, и развивающийся сейчас горно-лыжный курорт Мамисон. Постепенно из горных районов, ЛСТК набирает популярность и в самом Владикавказе, и даже Редант-2 ЛСТК не обошел стороной.

## Технологическая линия ЛСТК
Состав линии:
- разматыватель рулонной оцинкованной стали;
- приёмное устройство;
- профилегибочный станок;
- ножницы;
- автоматическая система управления.

## Состав ЛСТК

Конструкция термопанели: 1) Внешняя отделка, 2) Гипсоволокно (2 слоя), 3) Утеплитель, 4) Парозащитная плёнка, 5) Направляющие профили (термопрофили), 6) Стоечные профили (термопрофили), 7) Перемычка из профиля (термопрофиля)

Лёгкие стальные тонкостенные конструкции состоят из оцинкованных профилей или перфорированных профилей (т. н. термопрофилей): направляющих, стоечных и перемычек.
Для соединения холодногнутых профилей используются:
- болты (диаметром 5-16 мм),
- самонарезающие винты,
- самосверлящие самонарезающие винты,
- вытяжные заклёпки,
- пороховые монтажные дюбели,
- пневматические монтажные дюбели,
- вытяжные клепки,
- пресс-соединения (Розетт)[7].

## Использование ЛСТК
ЛСТК используются:

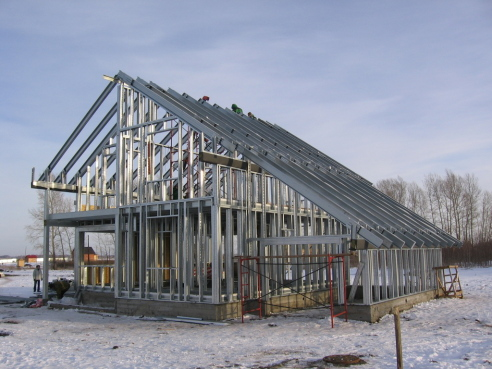
Каркас жилого дома из ЛСТК.

- в качестве ограждающих конструкций в многоэтажном строительстве;
- при строительстве межэтажных, межкомнатных и чердачных перекрытий;
- при строительстве и реконструкции мансард;
- в малоэтажном жилом строительстве (коттеджи, таунхаусы, малоэтажные здания до 3 этажей);
- в коммерческом строительстве (производственные базы, гаражи, склады, сельскохозяйственные здания, автостоянки, парковки, магазины, торговые центры);
- в строительстве сооружений гражданского назначения (больницы, церкви, школы, детские сады и т. д.).

## Преимущества
- Экологичность. При возведении здания из ЛСТК происходит минимальное воздействие на окружающий ландшафт (деревья, кустарники, другие здания). Возможность полной утилизации дома.
- Быстрота возведения. Срок возведения здания из ЛСТК 2-3 месяца.
- Лёгкость и простота монтажа. При строительстве требуется 3-4 рабочих.
- Отсутствие усадки фундамента в период строительства и эксплуатации.
- Всесезонный монтаж.
- Отсутствие тяжёлой техники при строительстве.
- Сейсмоустойчивость. Строительство домов по технологии ЛСТК приобрело широкую популярность в Японии и других странах с высокой сейсмической активностью.
- Низкая себестоимость 1 квадратного метра.
- Очень высокие характеристики теплосбережения.
- Высокий срок службы.

Большинство перечисленных преимуществ относится не столько к ЛСТК, сколько к каркасным конструкциям в целом.
Непосредственно к преимуществам ЛСТК можно отнести
- Стабильность и точность геометрических размеров профилей
- Компактность при транспортировке
- Заводское качество. Комплект для строительства здания из ЛСТК производится в заводских условиях и поставляется на площадку в виде готового «домокомплекта» с проектной документацией по сборке.

## Недостатки
- Качество конструкций не всегда соответствует рекламе. Часто производители ЛСТК занижают реальные характеристики продукции в погоне за более низкой стоимостью. Типичные ситуации — уменьшение толщины профиля, более тонкий слой цинка (Zn < 120 г/кв.м.). Это напрямую влияет на качество конструкции.
- Критическая зависимость покупателя от производителя. Достаточно неточно произведённой панели или случайно забытого «винта», и при монтаже здания возникнут проблемы.
- Отсутствие заключений о электромагнитной безопасности проживания в зданиях с металлическим каркасом, недостаточная информация о том как здания такого типа реагируют на электромагнитные излучения.
- Проектирование и монтаж зданий (в особенности, зданий с ферменными конструкциями) из ЛСТК должны проводиться специалистами высокой квалификации. Ценой ошибки может быть обрушение конструкций[6][8].
- Теплопроводность металла всегда была намного выше чем из дерева. В связи с этим при строительстве, металл выступает мостиком холода, что в отрицательные температуры сурового российского климата, ведёт к высокой площади образования конденсата внутри конструкций. Как результат — быстрое образование конденсата. Чтобы этого не происходило, снаружи здания необходимо увеличивать объем теплоизоляции.
- Прилегание теплоизоляции внутри конструкции всегда хуже чем у конструкции дерево-утеплитель, в связи с этим нужно особо уделять внимание при обшивке пароизоляцией как снаружи, так и внутри здания. При высокой скорости ветра снаружи, ветер может проникать внутрь здания, выдувая накопленное тепло.